# Sonstige Kostenträger
Sonstige Kostenträger  bezeichnet im Gesundheitswesen Leistungsträger, die außerhalb der gesetzlichen Krankenkassen medizinische Leistungen bezahlen.
Dazu gehören:
- Sozialhilfe,
- Zivildienst,
- Polizei,
- Bundespolizei,
- Bundeswehr,
- EU/Zwischenstaatliches Abkommen,
- Bundesentschädigungsgesetz,
- Unfallversicherungsträger.

## Polizeivollzugsbeamte der Bundespolizei, Landespolizei, Zivildienst und Bundeswehr
Sie beruht auf der Fürsorgepflicht des Dienstherrn ( = Freie Heilfürsorge) gegenüber Soldaten, Zivildienstleistenden, Polizei- und Grenzschutzbeamten (bei der Polizei unterschiedliche Länderregelungen).
Die Absicherung entspricht derjenigen durch die gesetzliche Krankenversicherung, als Gebührenordnung kommt z. B. bei Zahnärzten die BEMA04 zur Anwendung.

Für den Ehegatten und die Kinder von Berufs- und Zeitsoldaten, Polizei- und Grenzschutzbeamten besteht Beihilfeanspruch.
In bestimmten Fällen (z. B. Ausscheiden aus dem aktiven Dienst) gilt die Freie Heilfürsorge nicht mehr, dann gilt wieder die Beihilferegelung.

## Unfallversicherungsträger (Berufsgenossenschaften)
Berufstätige, die durch einen anerkannten Arbeitsunfall oder eine Berufserkrankung einen Gesundheitsschaden erleiden, haben grundsätzlich Anspruch auf medizinische Versorgung zu Lasten der gesetzlichen Unfallversicherung. Das bedeutet, dass die Unfallversicherungsträger der GKV (Berufsgenossenschaften) die Kosten der ärztlichen Behandlung zu übernehmen haben. Behandlungen, die nicht mit einem Arbeitsunfall oder einer Berufserkrankung zusammenhängen, werden mit dem Kostenträger abgerechnet, bei dem der Patient üblicherweise versichert ist (GKV oder privat).

## Bundesversorgungsgesetz (BVG)
Berechtigt sind die gesetzlich Versicherten, die auf Grund einer anerkannten Schädigung oder wegen Gesundheitsstörungen, die durch anerkannte Schädigungsfolgen verursacht worden sind, ärztliche Behandlungen benötigen. Das Bundesministerium des Innern bestimmt als zuständige Behörde die Beihilfefähigkeit. Es kann sich dabei um Personen handeln,
- die sich auf Grund des Dienstes an der Waffe, z. B. im Zweiten Weltkrieg, Verletzungen zugezogen haben,
- die als Bundeswehrsoldaten im Auslandseinsatz verletzt werden,
- die Soldaten auf Zeit sind,
- die ihren Wehrdienst ableisten,
- die an Wehrübungen teilnehmen.

Unter gewissen Voraussetzungen sind auch deren Hinterbliebene oder Angehörige beihilfeberechtigt nach dem BVG.

## EU/Zwischenstaatliches Abkommen
Anspruchsberechtigter Personenkreis
- im Ausland versicherte Personen, die sich zeitweise in Deutschland aufhalten (nach EG-Recht und Abkommensrecht)
- im Ausland versicherte Personen, die ihren Wohnsitz in Deutschland haben (nach EG-Recht und Abkommensrecht)
- versicherte Rheinschiffer (nach Abkommensrecht)

Die Berechtigten weisen sich durch Anspruchsausweis und ihren Identitätsnachweis (Personalausweis oder Reisepass) aus.